# Charles Brown (musicien)
Pour les articles homonymes, voir Charles Brown et Brown.
Charles Brown (1922-1999) est un compositeur, pianiste et chanteur de blues et de rhythm and blues américain. Membre du groupe Johnny Moore's Three Blazers, interprète au timbre de voix doux et feutré, il est le représentant d'un rhythm and blues au rythme lent, dans le style de Nat King Cole, et est reconnu comme l'un des fondateurs du blues West Coast.

## Biographie
Charles Mose Brown est né le 13 septembre 1922 à Texas City. Orphelin, il est élevé par sa grand-mère qui dirige une chorale, et qui lui enseigne le piano et l'initie au gospel, au jazz et à la musique classique. Il joue du piano à l'église puis, à partir de quatorze ans, dans les boîtes de nuit de Galveston Beach. Fait rare pour un chanteur de blues, il s'inscrit à l'Université. Licencié ès sciences en 1943 à l'université de Prairie View, il enseigne dans un lycée de Baytown.
Il quitte le Texas pour Los Angeles où il remporte un concours d'artistes amateurs et obtient un engagement dans l'orchestre de Bardu Ali au Lincoln Theatre (où joue également Johnny Otis).
En 1944, il intègre le trio Johnny Moore And The Three Blazers en tant que pianiste et chanteur. Ils enregistrent leur premier disque pour la firme Premier : Tell Me You'll Wait For Me. Au printemps 1945, ils obtiennent leur premier tube en accompagnant Ivory Joe Hunter sur le morceau Blues At Sunrise pour Exclusive Records. Puis ils enregistrent pour Philo en 1945 leur plus grand succès, Driftin' Blues, une chanson écrite par Brown, qui reste sept mois dans le classement rhythm & blues, atteignant la 2e place (la 1re étant monopolisée cette année là successivement par Louis Jordan, Lionel Hampton et Dinah Washington).
Après plusieurs autres tubes, dont Merry Christmas Baby en 1947, des dissensions apparaissent dans le groupe, qui se sépare en 1948. Charles Brown entâme alors une carrière solo. Engagé chez Aladdin Records, il enregistre sous le nom de Charles Brown and his Smarties, puis Charles Brown Trio. Il obtient un nouveau hit avec Trouble Blues, no 1 tout l'été 1949. Il enchaîne les tubes avec Homesick Blues, My Baby's Gone, et Black Night, no 1 pendant trois mois début 1951. Il connait encore quelques succès, puis sa carrière commence à décliner, la mode du Rhythm & Blues étant supplantée par celle du Rock 'n' roll. Il continue pourtant à enregistrer quelques disques jusqu'en  1978, puis il fait de brefs come-back en 1986 et 1990.
Charles Brown fut marié de 1949 à 1951 à la chanteuse Mabel Scott. Mort à Oakland le 21 janvier 1999, il est entré au Rock and Roll Hall of Fame la même année, après avoir reçut le W. C. Handy Award en 1996.
« Charles Brown est à l'origine d'un style alternatif de jeu et de chant qui prouve que le blues et le R&B peuvent être livrés d'une manière sophistiquée et élégante sans sacrifier ni l'âme ni l'intensité. Son travail au piano comporte également la fluidité, l'expressivité et la dextérité plus souvent associées au jazz ». Son style représente une influence pour d'autres stars du rhythm & blues telles Ray Charles, Sam Cooke ou Bobby Blue Bland.